# Chiguará (paroisse civile)
Pour les articles homonymes, voir Chiguara.
Chiguará est l'une des six divisions territoriales et statistiques dont l'une des cinq paroisses civiles de la municipalité de Sucre dans l'État de Mérida au Venezuela. Sa capitale est Chiguará.